# Pardon, vous êtes normal ?
Pour plus de détails, voir Fiche technique et Distribution.
Pardon, vous êtes normal ? (Scusi lei è normale?) est une comédie érotique italienne réalisée par Umberto Lenzi et sortie en 1979,,.

## Synopsis
Un juge déclare la guerre à la pornographie. Son neveu homosexuel, qui vit en couple avec un travesti, tente de se sauver et de protéger également son amie Anna, actrice porno.

## Fiche technique
Sauf indication contraire, les informations mentionnées dans cette section peuvent être confirmées par la base de données cinématographiques IMDb,  présente dans la section « Liens externes ».
- Titre français : Pardon, vous êtes normal ?[4]
- Titre original italien : Scusi lei è normale?[5]
- Réalisation : Umberto Lenzi
- Scénario : Umberto Lenzi, Dardano Sacchetti
- Photographie : Guglielmo Mancori
- Montage : Eugenio Alabiso
- Musique : Franco Micalizzi
- Costumes : Lamberta Baldacci
- Production : Maria Pia Gardini (it)
- Société de production : PAL Cinematografica
- Pays de production :  Italie
- Langue originale : italien
- Format : Couleurs - Son mono - 35 mm
- Genre : Comédie érotique italienne
- Durée : 92 minutes (1 h 32)
- Dates de sortie : 
  - Italie : 16 novembre 1979
  - France : 19 mars 1980
- Mention :
  - Italie : Interdit aux moins de 18 ans (sortie en salles) ; Interdit aux moins de 14 ans (révision de l'interdiction en 2005)

## Distribution
- Renzo Montagnani : Gustavo Sparvieri
- Anna Maria Rizzoli : Anna Grisaglia
- Aldo Maccione : Commissaire Aldo Lo Curcio
- Ray Lovelock : Franco Astuti
- Paolo Baroni : Le garçon aux lunettes
- Sammy Barbot : Le danseur
- Luca Sportelli : Le frère
- Marco Tulli : Grisaglia
- Enzo Cerusico : Nicola Proietti / Nicolè
- Dante Cleri : Le comptable
- Marcello Martana : Le maréchal
- Vinicio Diamanti : Le présentateur télé
- Jimmy il Fenomeno